# Малево (Ровненская область)
Малево (укр. Малеве) — село в Боремельской сельской общине Дубенского района Ровненской области Украины.
До 2020 года входило в Демидовский район.
Население по переписи 2001 года составляло 804 человека. Почтовый индекс — 35212. Телефонный код — 36-37. Код КОАТУУ — 5621484009.